# Battlefield 4
«Battlefield 4» (укр. «Поле битви 4») — багатоплатформова відеогра в жанрі шутера від першої особи, одинадцята за рахунком із серії ігор Battlefield, що розроблена компанією DICE для платформ PlayStation 3, Xbox 360, Windows, а також PlayStation 4.
Неофіційним анонсом гри, можна вважати акцію у липні 2012 в Origin, в якій говорилося, що той, хто придбає Medal of Honor: Warfighter отримає ранній доступ до бета-версії Battlefield 4.. DICE офіційно підтвердила розробку гри 17 липня  2012 року, дебютний анонс — 27 березня 2013 року.

## Ігровий процес

### Основи
Гравці виступають в ролі військових, що борються одні з одними чи проти керованих комп'ютером бійців. Вони поділяються на чотири класи, кожен зі своїм арсеналом і обладнанням. За кожне вбивство, захоплення точки або мінімальну підмогу команді нараховуються очки і зростає рівень гравця, з яким розширюється вибір зброї та екіпіровки. За грою в Battlefield 4 може спостерігати до 4-х осіб з кожного боку, не беручи участі в бою. Також з'явилася спеціальна карта для тренувань, де гравець може безперешкодно випробувати будь-яку зброю чи техніку. Обраний досвідчений гравець може стати командиром команди і віддає їй накази та позначає цілі. Якщо лідери загонів під його командуванням вважають, що той не справляється, вони можуть проголосувати за його відсторонення і продовжити гру самі.
У грі наявна система Levolution, яка забезпечує високу інтерактивність карт. Наприклад, можна обрушити хмарочос і на карті утвориться перешкода й пилова хмара, що заважає прицілитися. Якщо знеструмити приміщення, там настане темрява, боєць, який пробіг через металодетектор, активує сирену і подібне.

### Класи бійців
- Штурмовик (англ. Assault) — орієнтований на безпосередній бій на передовій, універсальний проти піхоти, однак майже марний проти техніки. Його основне озброєння — штурмові гвинтівки. Здатний допомагати товаришам аптечкою і оживляти палих дефібрилятором.
- Інженер (англ. Engineer) — здатний ремонтувати союзну та знищувати ворожу техніку, встановлювати міни, бомби. Його ефективність проти піхоти обмежена порівняно невеликою дальністю атак. Його основоною зброєю є пістолет-кулемет. З часом отримує в допомогу дрона-помічника.
- Підтримка (англ. Support) — допомагає союзникам вогнем і збиванням прицілу ворожих ракет чи снарядів. Його зброя — це передусім кулемети і гранатомети, ефективні проти піхоти.
- Розвідник (англ. Recon) — спеціаліст зі збору інформації, дистанційного і прихованого бою. Вміє виявляти і позначати цілі для союзників різноманітним обладнанням та встановлювати мобільні точки відродження. Користується передусім снайперськими гвинтівками[6].

### Режими
- Завоювання (англ. Conquest) — дві команди змагаються у захопленні точок, позначених прапорами і знищенні одна одної. Чим більше солдатів знаходиться біля прапора — тим швидше встановлюється союзний чи знімається ворожий. На початку кожного бою команди отримують запас «квитків» на відродження загиблих. Коли одна зі сторін займає більше точок, «квитки» противника поступово віднімаються автоматично. Сторона, що вичерпала всі «квитки», програє.
- Штурм (англ. Rush) — команди поділяються на захисників і нападників. Захисники намагаються оборонити об'єкти, поки не вичерпалися «квитки», нападники — замінувати й підірвати їх.
- Знищення (англ. Obliteration) — на карті існує бомба, яку потрібно доставити на базу суперника.
- Знешкодження (англ. Defuse) — одна команда виступає терористами, друга — контртерористами. Терористи намагаються закласти бомбу в одну з двох точок на і дочекатися вибуху. Їхні противники відповідно прагнуть цьому завадити. Гра відбувається впродовж раундів, де за один можна відродитися один раз.
- Перевага (англ. Domination) — подібний на «Завоювання», але карти тут менші, прапори відбираються набагато швидше, а кількість «квитків» менша. Через це бій швидший і напруженіший.
- Загоновий смеретльний матч (англ. Squad Deathmatch) — тут змагаються чотири загони. Перший загін, що досягнув указаної кількості вбивств, перемагає.
- Командний смеретльний матч (англ. Team Deathmatch) — дві команди сходяться в бою, і перша, що досягли вказаної кількості вбивств, перемагає[7].

### Мапи багатокористувацької гри
Існує 30 різних мап на 16/32/64 гравців:
- Кривава зоря (англ. Dawnbreaker)
- Зона повені (англ. Flood Zone)
- Дорога Голмуда (англ. Golmud Railway)
- Курорт Хайнань (англ. Hainan Resort)
- Гребля Меконга (англ. Lancang Dam)
- Операція «Взаперті» (англ. Operation Locker)
- Шторм на Параселах (англ. Paracel Storm)
- Чужий сигнал (англ. Rogue Transmission)
- Облога Шанхая (англ. Siege of Shanghai)
- Завод 311 (англ. Zavod 311)